# Júlio Botelho
Júlio Botelho (auch Julinho Botelho, oder nur Julinho; * 29. Juli 1929 in São Paulo; † 10. Januar 2003 ebenda) war ein brasilianischer Fußballspieler, der auf der Position eines Flügelspielers antrat.
Julinho wechselte zur Saison 1955/56 zur AC Florenz. Hier spielte er insgesamt drei Saisons. In seiner Zeit in Florenz galt er als einer der besten Flügelläufer seiner Zeit. Er bildete hier mit Miguel Ángel Montuori eines der damals besten Sturmduos, diese beiden Spieler waren entscheidend am ersten Meistertitel der AC Fiorentina beteiligt. Nach drei Spielzeiten kehrte er in seine Heimat Brasilien zurück, wo er sich Palmeiras São Paulo anschloss.
An der 1954 nahm Julinho am WM-Turnier in der Schweiz teil. Er traf einmal beim 5:0-Vorrundensieg gegen Mexiko und einmal bei der legendären Schlacht von Bern gegen Ungarn, wo Brasilien gegen die goldene Elf mit 4:2 unterlag und aus dem Turnier ausschied.
Für die Weltmeisterschaften 1958 und 1962 fand er keine Berücksichtigung, da hier dem aufstrebenden Garrincha der Vorzug gegeben wurde.

## Vereine
- Associação Portuguesa de Desportos: 1951–1955
- AC Florenz: Serie A 1955–1958 (Im Europapokal 7 Spiele – 1 Tor)
- Palmeiras São Paulo: 1958–1967

## Erfolge
Portuguesa
- Torneio Rio-São Paulo: 1952, 1955

Florenz
- italienische Meisterschaft: 1955/56
- Europapokal der Landesmeister

Palmeiras
- Staatsmeisterschaft von São Paulo: 1959
- Taça Brasil: 1960
- Torneio Rio-São Paulo: 1965

| Personendaten    | Personendaten                  |
| ---------------- | ------------------------------ |
| NAME             | Botelho, Júlio                 |
| ALTERNATIVNAMEN  | Julinho                        |
| KURZBESCHREIBUNG | brasilianischer Fußballspieler |
| GEBURTSDATUM     | 29. Juli 1929                  |
| GEBURTSORT       | São Paulo, Brasilien           |
| STERBEDATUM      | 10. Januar 2003                |
| STERBEORT        | São Paulo, Brasilien           |